# 堤研二
堤 研二（つつみ けんじ、1960年3月 - ）は、日本の地理学者。専門は人文地理学、とくに社会経済地理学。大阪大学大学院人文学研究科教授、大阪大学総長補佐を経て、2025年4月より大阪大学名誉教授。

## 人物・経歴
福岡県大牟田市生まれ。福岡県・大牟田市立三里小学校を経て、大野町立大野小学校・大野城市立大野中学校卒業。福岡県立筑紫丘高等学校を経て、1983年九州大学文学部史学科卒業（史学・地理学）。地理学の指導教員は、野澤秀樹（フランス地理学史）・小野菊雄（ロシア地理学史）・小林茂（文化地理学）。学部学生時代の一時的な指導教員として内藤莞爾（フランス社会学・家族社会学）、大学院生時代の副指導教員として有馬学（日本近代史）がいた。学部から大学院にかけては、中村正夫（地域社会学・農村社会学）の指導も受ける。学生時代より考古学方法論研究会（九州大学・田中良之主宰）に、就職して後には「高島町地域保健研究会（高島研究会）」（長崎大学・齋藤寛主宰）にそれぞれ所属し、現在に至るまで研究・調査を行っている。学生時代には少林寺拳法部に所属（1981年に七大戦・全九州学生大会で入賞、全日本学生大会九州代表。最終段位は五段）。1986年九州大学大学院文学研究科修士課程修了、文学修士。同年佐世保工業高等専門学校助手。1988年同講師。1990年島根大学法文学部講師。1993年同助教授。1994年経済地理学会監事。1999年大阪大学大学院文学研究科助教授。2007年同准教授。2009年同教授、博士（文学）。専門地域調査士（日本地理学会）。2012年大阪大学リーディング大学院博士課程教育プログラム「超域イノベーション」（オールラウンド型）研究科代表、のち選抜審査評価主査も歴任。2018年人文地理学会理事。2019年大阪大学総長補佐（財務オフィス担当、2025年3月末まで）。同年6月Marginal Areas Research Group（MARG）代表（第２代。2023年7月まで）。2020年日本地理学会代議員。2022年大阪大学大学院人文学研究科教授。2025年3月に大阪大学を定年退職、同年4月より大阪大学名誉教授、大阪大学工学研究科および同・先導的学際研究機構（OTRI）および同・国際機構の三部署の招へい教授を兼ねる。専門は社会経済地理学。山村・炭鉱閉山地域などにおける人口流出・地域生活機能の変化に関する研究や、大都市圏内部のニュータウンなどを含む人口減少地域社会の研究を行なうほか、人口移動、ソーシャル・キャピタル、スマートシティ、ポストアーバン、ネオソサエティ、地域社会変動、イノベーション、エージェント論などに関する理論的研究も行っており、「トリノベーション」や「デュアル・ダイバーシティーズ」などの概念を創出している。ドイツ社会地理学ミュンヘン学派 (地理学)の研究業績もある。主たる調査・研究地域は、日本、ドイツ、スウェーデン、スペイン（バスク地方）であり、非常勤講師の経験がある大学としては、集中講義先として長崎大学教育学部・東京都立大学理学研究科・島根大学法文学部・お茶の水女子大学人間文化創成科学研究科・九州大学人文学府、通常授業先として、島根医科大学医学科・大阪市立大学文学部・関西学院大学文学部および社会学部・追手門学院大学文学部および経済学部、京都大学文学研究科および経営管理大学院がある。大阪大学次世代社会価値創造拠点事業、大阪大学先導的学際研究機構（OTRI）「『新たな防災』を軸とした命を大切にする未来社会研究部門」および「グローバルヒストリー研究部門」メンバー。大阪大学公共政策研究会（公認文化系サークル）顧問教員。義和拳法七段。義和拳法会・本部長兼千里中央支部長を歴任、2025年３月末に退会。拳法の師は故・長谷川和人師（義和拳法←少林寺拳法）、故・岩佐澄憲師（少林寺拳法）、仲村文博師（少林寺拳法）（直近から遡及の順）、空手の師は「北斗の覇王」西良典師（慧舟会←大道塾）、関節技の一部は全日本柔道王者でサンボ・チャンピオンだった柔道家の故・岩釣兼生師（国士舘大学←兵庫県警）より伝授された。過去に豊中新田スポーツ少年団長・少林寺拳法大阪府連盟事務局長・豊中市スポーツ少年団副本部長・大阪府スポーツ少年団本部委員（理事）などを歴任した。

## 著書[2]
- 『高島炭鉱閉山に伴う人口流出の分析』 大阪大学大学院文学研究科（『大阪大学大学院文学研究科紀要（モノグラフ編）』第46巻-2） 2006年（単著）、v+113P。
- 『人口減少・高齢化と生活環境 : 山間地域とソーシャル・キャピタルの事例に学ぶ』九州大学出版会 2011年（新装版2015年）（単著）、xvi+295P。
- "Depopulation, Aging, and Living Environments: Learning from Social Capital and Mountainous Areas in Japan" Springer 2021年（単著）、xiii+277P。

## 共編著・編集書[2]
- "Local Knowledge and Innovation: Enhancing the Substance of Non-Metropolitan Regions" 編著 MARG 1999年（K. Kobayashi および Y. Matsuoと共編著）、357P。
- 『大坂・近畿の城と町（懐徳堂ライブラリー7』編集（懐徳堂記念会編） 和泉書院 2007年（編集者として編集）、iii+165P。
- 『人文地理学事典』編著（人文地理学会編）丸善出版 2013年（編集委員として共編著）、xxii+761P。
- 『豊中市スポーツ少年団50年の歩み：1963 ～ 2013』編集（豊中市スポーツ少年団本部編）、豊中市スポーツ少年団本部 2015年（豊中市スポーツ少年団創設50周年記念誌編集部会委員長（編集責任者）として編集・執筆）、ii+125P。

## 共訳書[2]
- 『ポストアーバン都市・地域論：スーパーメガリージョンを考えるために』共訳 ウェッジ 2019年（第二刷2022年）（Haas, T. and Westlund, H. 編著・小林潔司監訳・松島格也と共訳）、416P。

## 主要論文など（抜粋、■印は共著、他はすべて単著）[2]
- （1982.1）「日田市周辺過疎山村に於ける集落内社会組織の変化：日田郡上津江村Ｋ集落の事例を中心に」、『九州大学文学部地理学研究室地域調査報告』第1巻、pp.67-77。
- （1984.3）「黒木町農業の地域分化とその特質」、『九州大学文学部地理学研究室地域調査報告』第2巻、pp.11-27。
- （1986.11）「人口流出傾向の鈍化以後における山村研究の課題について」、『佐世保工業高等専門学校研究報告』、23号、pp.119-127。
- （1987.6）「過疎山村・大分県上津江村からの人口移動の分析」、『人文地理』（人文地理学会）第39巻3号、pp.1-23。
- （1989.9）「地理学における計量分析について」、『佐世保工業高等専門学校電子計算機室広報』第2号、pp.13-21。
- (1989.12）「人口移動研究の課題と視点」、『人文地理』（人文地理学会）第41巻6号、pp.41-62。
- （1990.1）「ドイツ社会地理学に関する一ノート：Ruppert, SchafferとLengとの論争」、『佐世保工業高等専門学校研究報告』、26号、pp.135-144。
- （1992.4）「ドイツ社会地理学の一系譜：社会地理学論争の周辺」、『人文地理』（人文地理学会）第44巻2号、pp.44-65。
- （1992.6: 1992.7）「欧米社会地理学とミュンヘン学派（前編・後編）」、『地理』（古今書院）38巻6号、pp.106-111および38巻7号、pp.109-113。
- （1995.6）「戦後の人文地理学とデイヴィド・ハーヴェイ」、『島根地理学会誌』31号、pp.11-30。
- （1995.9）「産業近代化とエージェント：近代の八女地方における茶業を事例として」、『経済地理学年報』（経済地理学会）第41巻3号、pp.17-37。
- （1995.11）「地方大都市近郊農村の里山利用の変化：福岡県太宰府市の事例」、西川　治　編『アトラス 日本列島の環境変化』、pp.92-93、朝倉書店（東京）。
- Tsutsumi, K. (1995.12) “Regional Identity in Japanese Centralism,” in Winfried Flüchter (ed.) “Japan and Central Europe Restructuring: Geographical Aspects of Socio-economic, Urban and Regional Development, ”, pp.240-250, Harrassowitz Verlag (Wiesbaden).
- （1996.3）「多変量解析による分類」、島根県教育委員会・島根県古代文化センター　編『出雲神庭荒神谷遺跡　第１冊　本文編』、pp.97-105（第１部「神庭荒神谷遺跡の環境」第５章「遺物」第１節「銅剣」２「銅剣の分類」Ｂとして所収）。
- （1997.3）「縁辺地域に関する一考察：縁辺地域の基本性格と地域変動」、『地域社会論集』（島根大学法文学部地域社会教室）第6号、pp.81-98。
- （1998.6）「離島空港をめぐる諸問題：隠岐空港を事例として」、『地域地理研究』（地域地理科学会）第3巻、pp.57-66。
- Tsutsumi, K. (1998.8) “Depopulated Regions in Japan: A Case Study on the Former Coal-Mining Region, Takashima, Nagasaki Prefecture, Japan,” in Lennart Andersson and Thomas Blom (eds.) “Sustainability and Development: On the Future of Small Society in a Dynamic Economy,” pp.230-235, University of Karlstad (Karlstad, Sweden).
- （2001.4）「過疎地域の人口と過疎問題：2000年国勢調査速報をもとに」、『統計』（財団法人・日本統計協会）第52巻第4号、pp.18-24。
- ■小林茂・堤研二（2001.9）「土地利用の変化と伝統的環境利用」、太宰府市史編集委員会編『太宰府市史・環境資料編』（第4編「太宰府市の土地利用」の第2章として）、pp.389-471、太宰府市。
- （2002.4）「過疎・高齢化地域における医療・救急体制の整備とIT」、『建築と社会』（社団法人・日本建築教会）第83集・通巻961号、pp.28-29。
- （2002.6）「人口移動と過密・過疎」、日本人口学会　編『人口大事典』（第2部「世界と日本の人口問題」、第5章「日本の人口問題」、第Ⅲ節として）、pp.170-175、培風館。
- （2003.6）「農村研究・集落研究」（第３章「第１次産業」、第４節）、経済地理学会 編『経済地理学の成果と課題　第Ⅵ集』、pp.99-107、大明堂。
- （2004.3）「金屋子神信仰形態の分類」、鉄の道文化圏推進協議会編『金屋子神信仰の基礎的研究』、pp.245-257、岩田書院。
- （2004.3）「太宰府の観光産業」、太宰府市史編集委員会編『「古都太宰府」の展開』（『太宰府市史・通史編・別編』の第4章「太宰府の観光」の第1節として）、pp.327-379、太宰府市。
- （2004.6）「社会地理学研究の系譜」、水内俊雄　編『空間の社会地理』（「シリーズ　人文地理学」、第５巻）、pp.1-22（第１章）、朝倉書店。
- （2004.9）「高度成長期の変貌」、太宰府市史編集委員会編『太宰府市史　通史編』（第Ⅲ巻第二編「現代の太宰府」の第２章として）、pp.662-698、太宰府市。
- ■Mizuoka, F., Mizuuchi, T., Hisatake, T., Tsutsumi, K. and Fujita, T. (2005.6) “The Critical Heritage of Japanese Geography: Its Tortured Trajectory for Seven Decades,” Society and Space (Environment and Planning, Ser. D) 23-3, pp.453-473.
- （2006.3）「千里ニュータウン」、金田章裕・石川義孝　編『近畿圏』（「日本の地誌」、第８巻）、pp.169-175、朝倉書店。
- （2006.8）「農村人口の変動」、山本正三・奥野隆史・谷内　達・田林　明　編『日本総論Ⅱ（人文・社会編）』（『日本の地誌』第2巻）、pp.418-423、朝倉書店。
- （2007.4）「社会的不平等」、上野和彦・椿真智子・中村康子編『地理学概論』（地理学基礎シリーズ１）、pp.107-111、（p.114：コラム「地理教育における社会的不平等」）、朝倉書店。
- Tsutsumi, K. (2008) “Senri New Town,” in Philipp Oswalt (ed.) “Shrinking Cities: Complete Works 3 Japan,” Ch.6, pp.32-41, Project Office Philipp Oswalt (Berlin).
- （2011.3）「山間地域集落の生活機能とソーシャル･キャピタル」（第９章）、藤田佳久　編著『山村政策の展開と山村の変容』、pp.219-243、原書房。
- （2011.12）「地域科学、新経済地理学と日本の経済地理学に関する試論的考察：ERSA50周年と日本の経済地理学」、『待兼山論叢』（日本学篇）（大阪大学大学院文学研究科）第45号、pp.1-25。
- （2015.10）「社会的不平等」、上野和彦・椿真智子・中村康子編『地理学概論　第２版』（地理学基礎シリーズ１）、pp.108-112、（p.115：コラム「地理教育における社会的不平等」）、朝倉書店。
- （2015. 12）「計量的地域分析の体系とその教育上の課題」、『待兼山論叢』（日本学篇）（大阪大学大学院文学研究科）第49号、pp. 1-16。
- （2016.4）「人口のメガシュリンクと街づくり：過疎地域の実態から学ぶこと」、ER（富士通総研経済研究所　経済・経営・技術読本）第2号、pp.38-39。
- （2016.5）「考古学と人文地理学の間：科学性の検討」、田中良之先生追悼論文集編集委員会　編『考古学は科学か：田中良之先生追悼論文集』（上）、pp.35-49、中国書店。
- （2016.6）「考古学と地理学・空間分析：『考古学方法論研究会』とその時代」、田中良之『縄文文化構造変動論Ⅰ：もう一人の田中良之』、pp.439-445、すいれん舎。
- Tsutsumi, K. (2017.3) “Social capital,” Douglas Richardson (Editor-in chief), et al (The American Association of Geographers) (eds.) “The International Encyclopedia of Geography: People, the Earth, Environment, and Technology,” (ISBN:978-0-470-65963-2) pp.6190-6196(Vol. XII: SNO-SPA), Wiley Blackwell.
- （2017.12）「地理関係科目における主権者教育の新地平：とくに中学校社会科地理的分野を中心に」、『待兼山論叢』（日本学篇）（大阪大学大学院文学研究科）第51号、pp.21-38。
- （2018.3.31）「中等教育の地理科目における授業設計について：主権者教育を題材として」、『教育学年報』（大阪大学大学院人間科学研究科）第23号（特集「新教職課程に向けて」）、pp.215-222。
- （2020.12）「基礎生存諸機能思想とその応用：ドイツ社会地理学ミュンヘン学派の遺産」、『待兼山論叢』（日本学篇）（大阪大学大学院文学研究科）第54号、pp.31-46。
- （2021.3）「人文地理学から見た計量分析と考古学の分析科学性：『考古学方法論研究会』と神庭荒神谷遺跡出土銅剣をめぐって」、岩永省三先生退職記念事業会 編『持続する志：岩永省三先生退職記念論文集』（下）、pp.855-872、中国書店。
- Tsutsumi, K. (2021.3) “Posturbanity,” Douglas Richardson (Editor-in chief), et al (The American Association of Geographers) (eds.) “The International Encyclopedia of Geography: People, the Earth, Environment, and Technology,” (ISBN:978-0-470-65963-2); https://doi.org/10.1002/9781118786352.wbieg2112, pp. 1-6, Wiley Blackwell.
- （2021.8）「日本の過疎地域と国土」（人口×国土）、『土木学会誌』（特集「新しい国土」）106巻8号（2021年8月号）、pp.32-33。
- （2021.9）「島根県隠岐郡隠岐の島町における地域生活機能と産業の持続可能性：ソーシャル・キャピタルとミックス・バランスに着目して」、伊藤勝久編『農山村のオルタナティブ』（第12章）、pp.247-267、日本林業調査会（J-FIC）。
- （2022.12）「ポストアーバン時代と地域的スマートネス」、『待兼山論叢』（日本学篇）（大阪大学大学院文学研究科）第56号、pp.55-70。
- （2023.2）「縁辺地域論再考：山村・炭鉱閉山地域研究からの理論的射程」、『地域政策研究』（高崎経済大学地域政策学会）第25巻第3号（西野寿章教授退職記念号）、pp.23-41。
- （2023.9）「社会地理学からみた縁辺地域の持続可能性」、『學士會会報』（學士會）第962号（2023-Ⅴ）、pp.47-51。

## 受賞[2][3]
- 地域地理科学会賞 1997年[3]
- 昭和シェル石油環境研究助成財団環境研究課題賞 2005年[3]
- 大阪大学教育・研究功績賞 2006年[3]
- 大阪大学総長顕彰（研究部門） 2015年[3]
- 大阪府スポーツ少年団功労者表彰 2016年[3]
- グローバルビジネス学会賞（GBJ賞・著書部門） 2023年[2]
- 日本地理学会永年会員功労賞 2025年